# Kemisk ligevægt
En kemisk ligevægt indtræder ved en kemisk reaktion, når nettokoncentrationerne er konstante. Sagt på en anden måde er der tale om en ligevægt, når reaktionshastigheden af den fortløbende og tilbageløbende reaktion er lige store. Følgende ligevægt eksemplificerer dette:
{\displaystyle \alpha A+\beta B\rightleftharpoons \sigma S+\tau T}
Når først ligevægten er indtrådt, vil koncentrationerne af reaktanterne A og B og produkterne S og T overordnet set forblive konstante. Man kan dog sagtens forestille sig, at et A- og et B-molekyle omdannes til et S- og et T-molekyle – men hvis dette sker, vil et S- og T-molekyle omdannes til et A- og et B-molekyle. Derfor siger man, at nettokoncentrationen er konstant ved ligevægt. At der er tale om en ligevægt, frem for en tilendeløbende reaktion markeres med "dobbeltharpuner".

## Reaktionsbrøken
For nedenstående reaktion kan man opstille den såkaldte reaktionsbrøk, Y:
{\displaystyle {\begin{aligned}&\alpha A+\beta B\rightleftharpoons \sigma S+\tau T\\&Y={\frac {[S]^{\sigma }[T]^{\tau }}{[A]^{\alpha }[B]^{\beta }}}\\\end{aligned}}}
Som man kan se, er det en brøk, hvor produkternes koncentration er opløftet i deres støkiometriske koefficient i tælleren, og reaktanternes koncentration er opløftet i deres støkiometriske koefficient i nævneren. Af denne grund afhænger reaktionsbrøkens enhed af støkiometrien:
For reaktionen HCl ⇌ Cl– + H+ må reaktionsbrøkens enhed være M. For reaktionen 2 NO (g) ⇌ N2 (g) + O2 (g) er M dimensionsløs (enhedsløs).
Der gælder en række regler for opskrivning af reaktionsbrøker. Disse virker umiddelbart mærkelige, men skyldes at kemiske ligevægte og reaktionsbrøker ikke skal forklares med stofkoncentrationer, men snarere med kemisk aktivitet. De to vigtigste regler, der benyttes senere i artiklen, er:
- Faste stoffer skal ikke indgå i opskrivningen af reaktionsbrøken
- Opløsningsmidlet skal ikke indgå i opskrivningen af reaktionsbrøken – heller ikke hvis det deltager i reaktionen.

Det viser sig, at det ikke altid er tilstrækkeligt at arbejde med stofkoncentrationer indenfor kemien. Dette skyldes blandt andet, at der ikke tages højde for intermolekylære kræfter med mere. Ved fortyndede opløsninger (under 1–5 M) er det dog tilstrækkeligt – og lettere –, at arbejde med stofkoncentrationer frem for aktiviteter.

## Eksempel
Forsøg har vist, at der ved følgende reaktion indtræder en ligevægt:
{\displaystyle Fe^{3+}(aq)+SCN^{-}(aq)\rightleftharpoons FeSCN^{2+}(aq)}
I starten findes der kun jern(III)- og thiocyanat-ioner i opløsningen. Reaktionsbrøken er således lig med 0, da tælleren giver 0. Reaktionsbrøken bliver dog større med tiden, da koncentrationen af jern-mono-thiocyanat øges og koncentrationerne af jern(III) og thiocyanat falder. Dette fortsætter dog ikke, da der på et tidspunkt indtræder en ligevægt. Når ligevægten indtræder, er nettokoncentrationerne konstante, ligevægtskonstanten {\displaystyle K_{c}} er:
{\displaystyle K_{c}={\frac {[FeSCN^{2+}]}{[Fe^{3+}][SCN^{-}]}}=165M^{-1}\quad \left(22^{\circ }C\right)}

## Forskellige ligevægte
Ligevægtskonstanter opstilles ofte for kemiske ligevægtsreaktioner, men de finder særlig anvendelser inden for blandet andet opløselighedsligevægte, pH og pOH og definition af syre- og basestyrke. Ved brug inden for disse områder, skal man huske de to ovennævnte regler for definering af reaktionsbrøker:
- Faste stoffer skal ikke indgå i opskrivningen af reaktionsbrøken
- Opløsningsmidlet skal ikke indgå i opskrivningen af reaktionsbrøken – heller ikke hvis det deltager i reaktionen.

## Koblede ligevægte
Der findes mange eksempler på ligevægtsreaktioner, der forløber over flere trin: Produktet fra første ligevægtsreaktion, virker som reaktant i næste led osv. Hvert trin har selvfølgelig hver sin ligevægtskonstant. Man kan dog samle ligevægtskonstanterne for hvert trin i én ligevægtskonstant. Dette gøres ved at gange ligevægtskonstanterne for hvert trin sammen. Her tages der udgangspunkt i en triprot syre:
{\displaystyle {\begin{aligned}&H_{3}A+H_{2}O\rightleftharpoons H_{3}O^{+}+H_{2}A^{-}\quad K_{S_{1}}={\frac {[H_{2}A^{-}]\cdot [H_{3}O^{+}]}{[H_{3}A]}}\\&H_{2}A^{-}+H_{2}O\rightleftharpoons H_{3}O^{+}+HA^{2-}\,\,\,\,\,K_{S_{2}}={\frac {[HA^{2-}]\cdot [H_{3}O^{+}]}{[H_{2}A^{-}]}}\\&HA^{2-}+H_{2}O\rightleftharpoons H_{3}O^{+}+A^{3-}\,\quad \,\,\,K_{S_{3}}={\frac {[A^{3-}]\cdot [H_{3}O^{+}]}{[HA^{2-}]}}\\&K_{S_{samlet}}=K_{S_{1}}\cdot \,K_{S_{2}}\cdot K_{S_{3}}={\frac {[A^{3-}]\cdot [H_{3}O^{+}]^{3}}{[H_{3}A]}}\\\end{aligned}}}

## Temperatur– og trykafhængighed
Kemiske ligevægte er temperatur– og trykafhængige.